# Alvin Colt

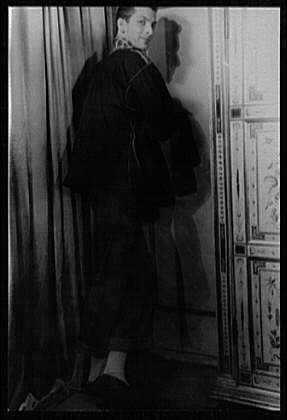
Alvin Colt (1952)

Alvin Colt (* 5. Juli 1916 in Louisville, Kentucky; † 4. Mai 2008 in New York City, New York) war ein US-amerikanischer Kostümbildner. Er arbeitete über 60 Jahre am Broadway und entwarf die Kostüme für über 50 Stücke. Colt wurde mehrfach ausgezeichnet.

## Leben
Alvin Colt verlor seine Eltern in jungen Jahren und wuchs bei seinem Bruder auf. In Yale studierte er Design erreichte aber nie seinen Bachelor. Nachdem er das Studium abgebrochen hatte, zog er nach New York City, wo er zunächst für einige Theater- und Ballettfirmen arbeitete. Dort entdeckte er seine Vorlieben für Kostüme. Alvin Colts erste Arbeit in diesem Bereich war für das Musical On the Town, welches auch das Debüt von Leonard Bernstein war.
Er gewann 1955 den amerikanischen Tony Award für das Musical Pipe Dream. Zudem wurde er mehrmals für den Preis nominiert. Bekannt wurde er auch wegen seiner Kostümen für die Revue Forbidden Broadway, die 15 Jahre lang lief.
Obwohl er meist für das Theater arbeitete, erschienen auch einige Fernsehproduktionen mit seinen Kostümen. Er designte unter anderem die Kleider für die 1976er Serie The Addams Family.
Zuletzt arbeitete er 2001 an den Kostümen für If you ever leave me … I’m going with you!. Im gleichen Jahr wurde er in die Theatre Hall of Fame aufgenommen.